# Pianale Maserati M156
Il pianale Maserati M156 è un tipo di piattaforma automobilistica sviluppata dalla casa automobilistica italiana Maserati inizialmente per la sesta generazione dell'ammiraglia Quattroporte. Introdotta nel 2013, è in grado di supportare motori dall'architettura V6 e V8 ed è disponibile sia con trazione posteriore che integrale.

## Nascita e caratteristiche

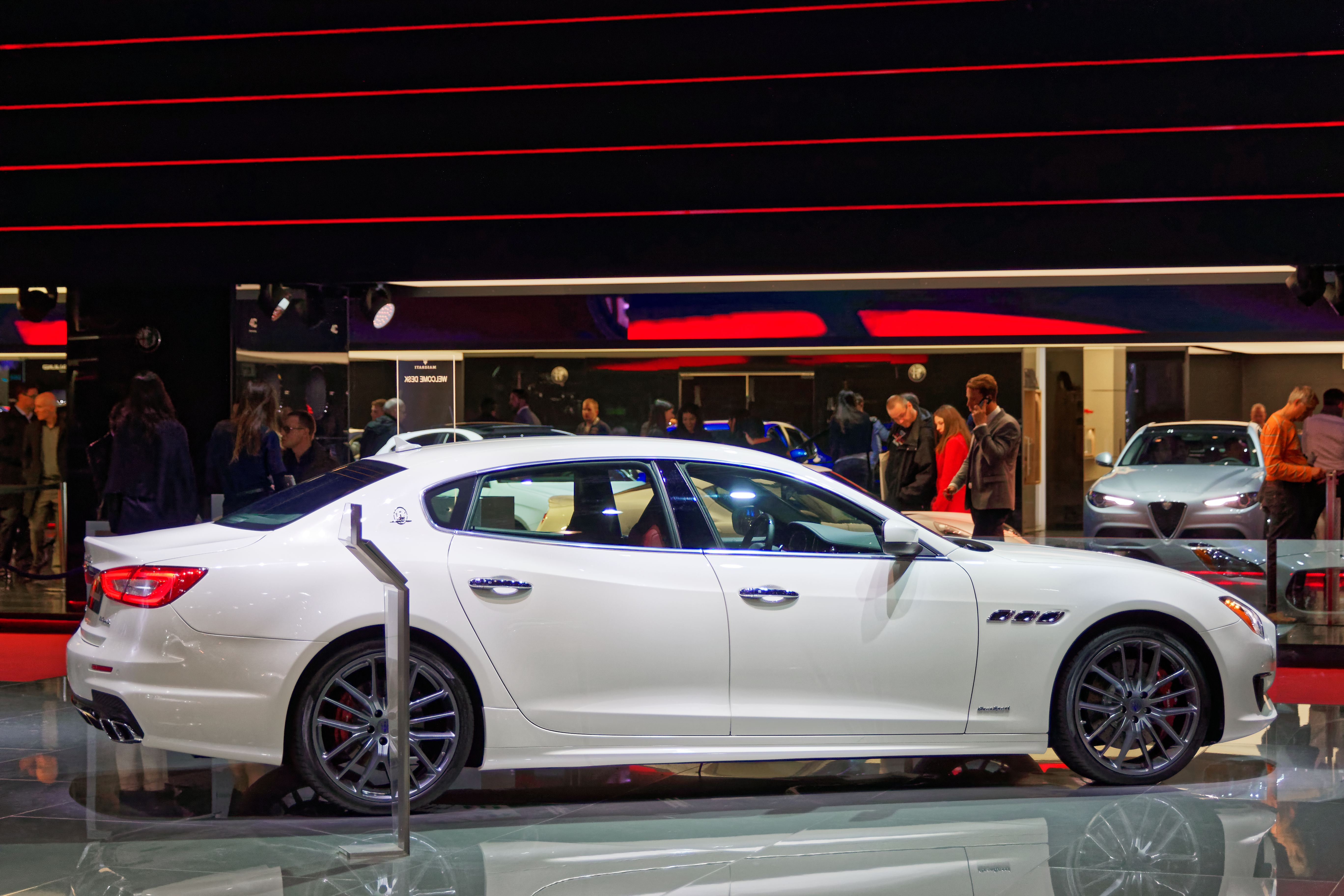
Maserati Quattroporte, vettura che ha portato a debutto la piattaforma M156

Il pianale M156 è stato progettato da Maserati successivamente all'acquisizione di Chrysler Group da parte del Gruppo FIAT.
È stato sviluppato per realizzare berline di grosse dimensioni e può adottare la trazione posteriore e integrale. Molto elevata la percentuale di acciai alto-resistenziali utilizzati per la costruzione della struttura e l'utilizzo di nuove leghe leggere, soluzioni che contribuiscono a diminuirne il peso della piattaforma di diversi chilogrammi.
Così Maserati ha progettato la nuova piattaforma M156 con l'obiettivo di garantire maggior comfort e migliori doti stradali alle proprie berline.
In particolare la struttura adotta un nuovo schema di sospensioni anteriori a quadrilatero deformabile, particolarmente raffinato che garantisce un comfort notevole unito ad eccellenti doti stradali. Al retrotreno i tecnici Maserati hanno messo a punto un complesso schema multilink a cinque bracci.
La nuova piattaforma presenta un passo superiore ai 3 metri ed è stata pensata per offrire una maggior flessibilità d'impiego, così da poter essere utilizzata per la realizzazione di un modello con un passo inferiore. Inoltre rispetto al pianale della precedente Quattroporte permette di adottare oltre alla trazione posteriore anche quella integrale, i cui modelli saranno identificati dalla sigla Q4.
I motori sono disposti in posizione longitudinale in blocco con il cambio, e possono avere architettura V6 e V8.
Fa il suo debutto nel 2013 con la sesta generazione dell'ammiraglia Quattroporte; a seguire è stata utilizzata anche dalla Ghibli con un passo accorciato e dal 2016 dalla Levante, dove ha subito modifiche più sostanziose.

### Utilizzo
- Maserati Quattroporte (dal 2013)

## Versione a passo corto M157
Nel 2013, subito dopo la presentazione della Quattroporte, Maserati introduce la variante a passo "corto" (ridotto a 2,998 metri) denominata M157: questa versione è stata studiata appositamente per la Ghibli.

### Utilizzo
- Maserati Ghibli (dal 2013)
- Maserati Levante (dal 2016)